# Islandzka masakra harpunem wielorybniczym
Islandzka masakra harpunem wielorybniczym (Reykjavík Whale Watching Massacre) – islandzki film z gatunku horror (typu slasher) z 2009 roku.

## Fabuła
Grupa turystów wypływa łódką, żeby zobaczyć pływające wieloryby na morzu. Podczas ekspedycji dochodzi do wypadku kapitana łodzi i wszyscy przenoszą się na inny statek, gdzie grasują psychopaci atakujący harpunami. 

## Obsada
- Pihla Viitala - Annette
- Nae Tazawa - Endo
- Terence Anderson - Leon
- Miranda Hennessy - Marie-Anne
- Aymen Hamdouchi - Jean Francois
- Carlos Takeshi - Nobuyoshi
- Miwa Yanagizawa - Yuko
- Halldóra Geirharðsdóttir - Helga
- Snorri Engilbertsson - Anton
- Helgi Björnsson
- Gunnar Hansen - kapitan Pétur
- Ragnhildur Steinunn Jónsdóttir

## Realizacja
Film został nakręcony na Islandii we wrześniu. W związku, że to był pierwszy islandzki horror, wszyscy spodziewali się komedii. Reklamy rozpoczynające się słowami "The first Icelandic Thriller" (Pierwszy islandzki) horror zostały usunięte i producenci dodali słowa Should only be seen if you have a sense of humor (Powinniście zobaczyć jeżeli macie poczucie humoru) 
Film nawiązuje do Teksańskiej masakry piłą mechaniczną. W obu produkcjach wystąpił Gunnar Hansen, który w amerykańskim filmie grał Leatherface'a.